# 朝鮮民主主義人民共和国の新聞の一覧
朝鮮民主主義人民共和国の新聞の一覧（ちょうせんみんしゅしゅぎじんみんきょうわこくのしんぶんのいちらん）は、朝鮮民主主義人民共和国で発行される新聞の一覧である。

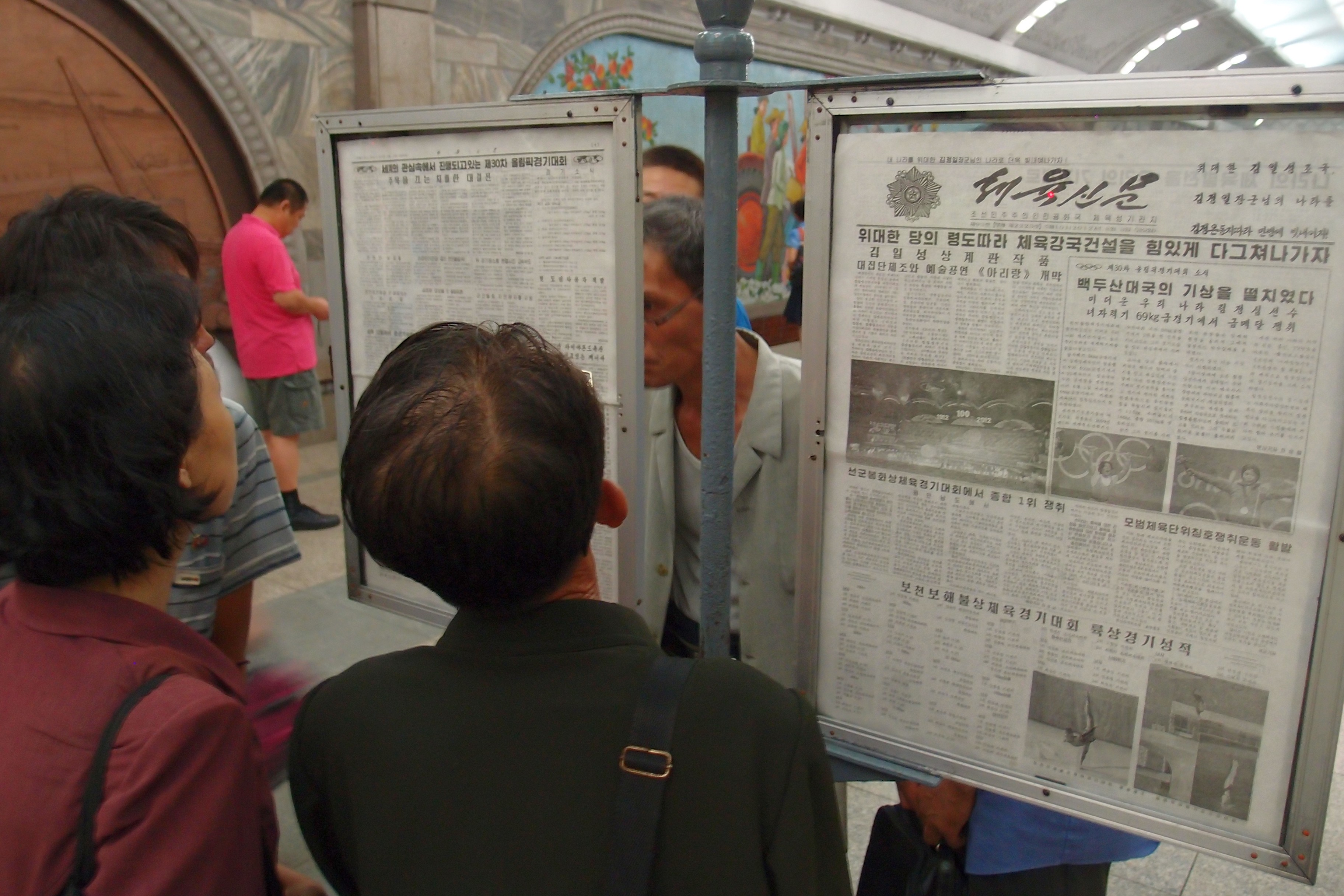
平壌地下鉄の駅に掲出された新聞を読む人々（右は体育新聞）

## 主要紙
- 労働新聞（朝鮮労働党機関紙） - 日刊[1]
- 民主朝鮮（政府機関紙） - 日刊（休刊日あり）[1]
- 朝鮮人民軍（朝鮮人民軍機関紙）
- 青年前衛（社会主義愛国青年同盟機関紙）
- 労働者新聞 (朝鮮職業総同盟機関紙)[2]

## 専門・地方・対外紙
- 体育新聞
- 統一新報 - 週刊[1]
- 文学新聞 - 旬刊[1]
- 水産新聞
- 教育新聞 - 週刊[1]
- 交通新聞
- 農業勤労者
- 社会安全
- 大学新聞
- 平壌新聞[2]
- 開城新聞[2]
- 南浦市新聞
- 平南日報[2]
- 平北日報[2]
- 咸北日報[2]
- 咸南日報[2]
- 慈江日報[2]
- 両江日報[2]
- 江原日報[2] - 韓国の同名紙とは無関係。
- 黄南日報[2]
- 黄北日報[2]
- ピョンヤンタイムス（英語） - 平壌新聞発行。週刊[1]
- レ・ヌーベルドゥ・ピョンヤン（フランス語）